# ببجورة
البِبِجُورة (بالتركية:Pepeçura) هو نوع من الحلوى في المطبخ التركي وخاصة في منطقة البحر الأسود الشرقية مصنوعة من الخمر الفطير مخلوطٌ بدقيق ويُغلى حتى يصبح كثيفًا. قد تشمل أيضًا اللوز والجوز والمكسرات الأُخَر.
الخمر الفطير هو عصير العنب المضغوط قبل التخمير، ويغلب أن يستخدم مُحليًا في وصفات الخبز التقليدية وفي تحضير الحلويات. فطيرة العنب هذه مفضلة ، خاصة في موسم حصاد العنب عندما يكون ضروريًا طازجًا.